# 十和田觀光電鐵

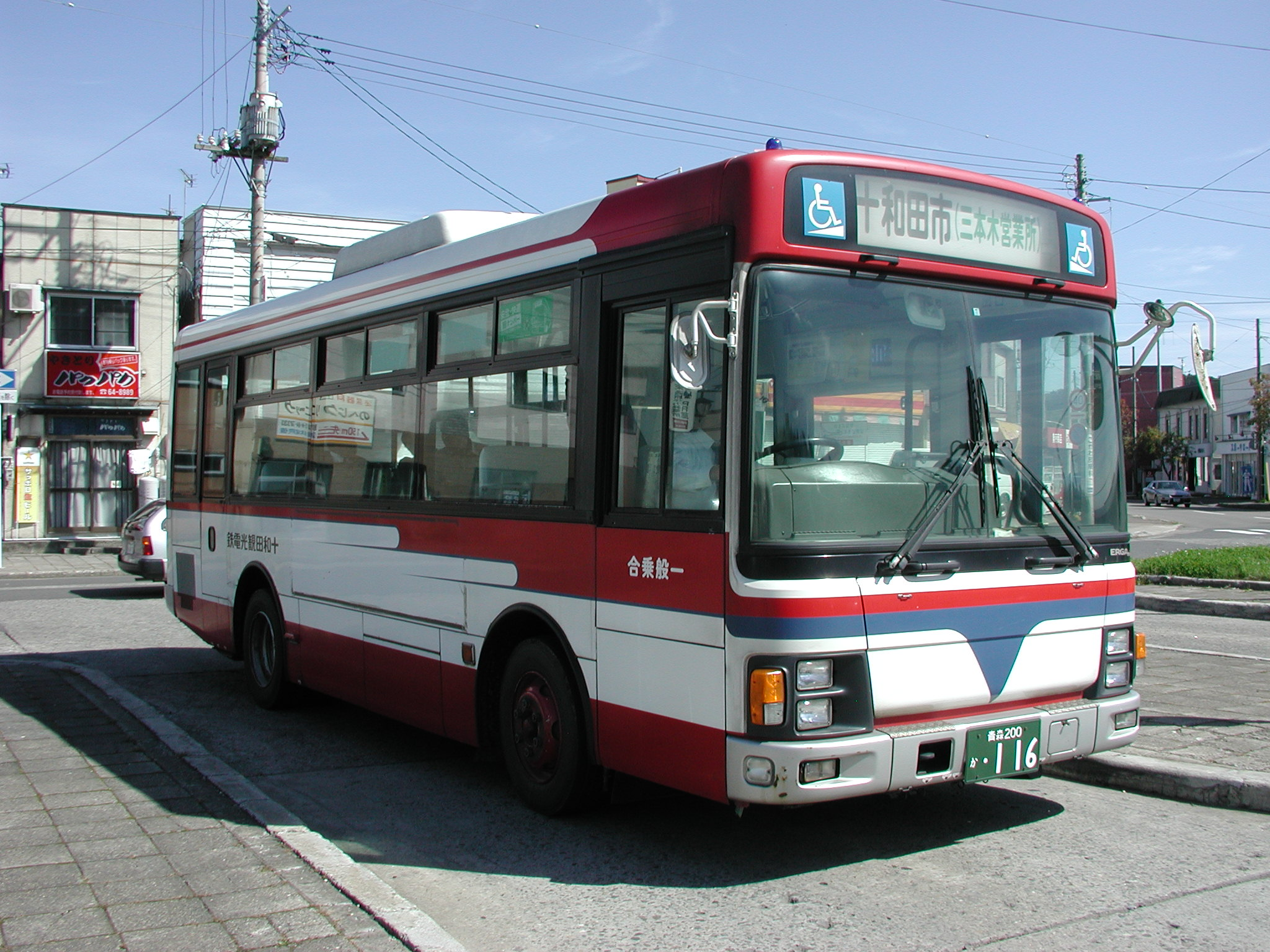
採標準塗裝的十和田觀光電鐵巴士路線班車。2007年時攝於野邊地附近。

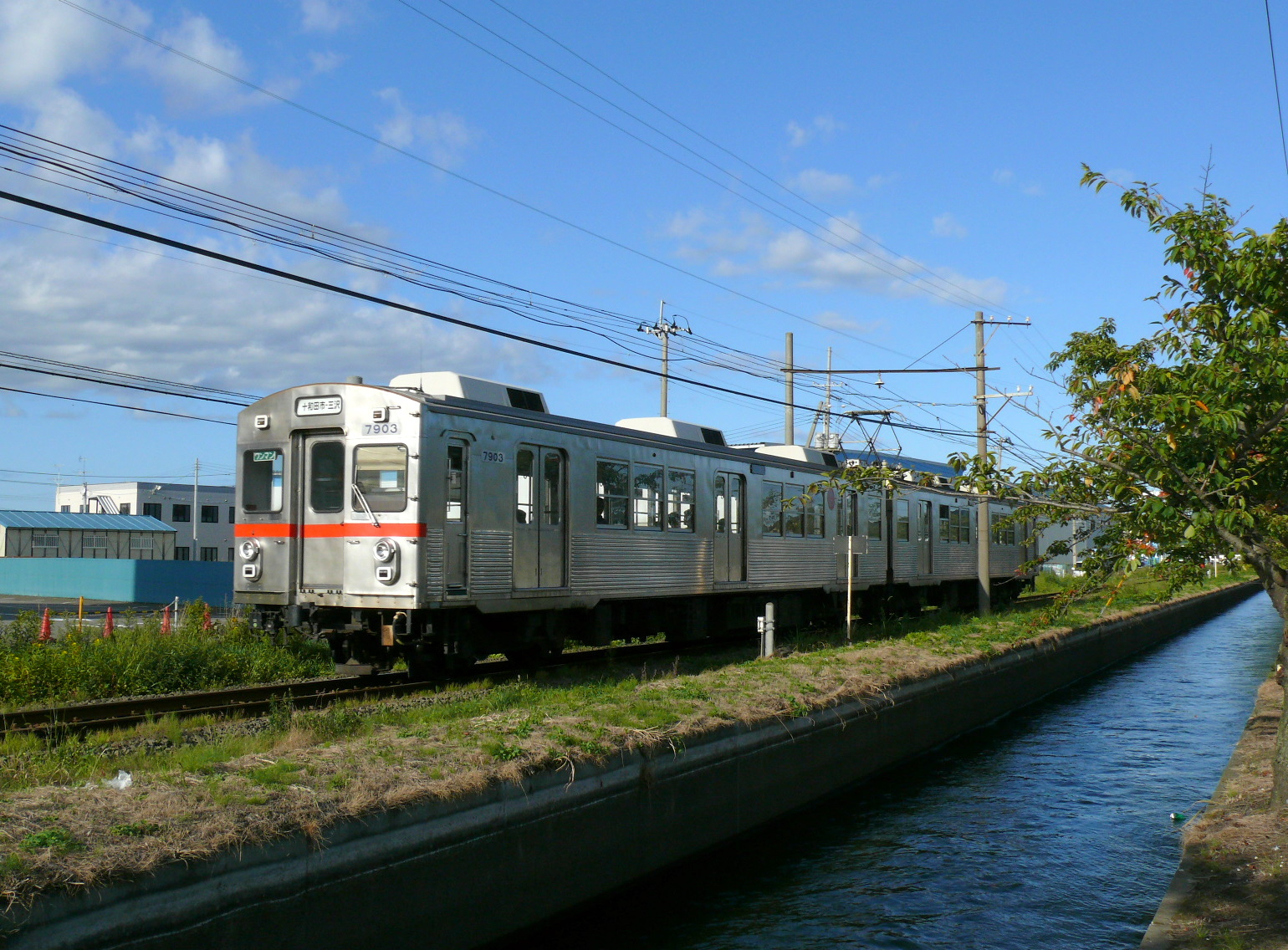
東急7700系電聯車。2009年時攝於十和田市車站附近的稻生川岸。

十和田觀光電鐵股份有限公司（日语：／ Towada Kankō Tetsudō */?），簡稱為十和田觀光電鐵、十鐵或十鐵巴士，是一家以日本青森縣南部為主要範圍，經營公車運輸服務的交通運輸業者，也曾經是私人鐵路業者之一。總部設於青森縣十和田市，創立於1914年（大正3年）6月26日的十鐵，原本是在地資本所成立的公司，但因在1968年十胜近海地震（十勝沖地震）受創後需要巨額資金復建，因此於1969年時由總部設於東京的國際興業收購，而成為該集團的關係企業。
原稱十和田軌道，在1951年時改名為十和田觀光電鐵的該公司主要是經營連結三澤市三澤車站至十和田市十和田市車站的十和田觀光電鐵線。除此之外，也經營範圍涵蓋十和田市、三澤市、八戶市與上北郡內各町村為中心的地方公車路線，與連結青森地區至仙台或東京等主要城市的高速巴士，以及十和田地區的計程車事業（由子公司十鐵交通經營，但已於2015年時結束營運）。與許多日本的私人鐵路公司同樣，十鐵也有經營旅行社、旅館及車站內超級市場等周邊的服務產業，但因市場競爭激烈，已於2006年時自零售通路業撤退。
2007年時由於鐵路、巴士事業的乘客利用率逐漸降低與燃料費用的逐步攀升，再加上直營的超級市場歇業之影響，在母公司的支援下成立新公司（「十鐵」的平假名拼音用法），並將旗下經營資產進行轉移。十和田觀光電鐵線的營運在2012年3月31日之後終止，改以公車行駛。

## 外部連結
- （日語）十和田觀光電鐵* （日語） （页面存档备份，存于）
- （日語）Railfan Toutetsu（十和田觀光電鐵官方鐵道迷網站）（页面存档备份，存于）
- （日語）國際興業集團（青森縣內）子公司名單